# Polityka podatkowa
Polityka podatkowa – określanie celów oraz kształtowanie systemu i metod podatkowych w celu ich osiągnięcia, w tym zapewnienie dochodów budżetowi państwa na realizację zadań. Polityka podatkowa wymaga rozstrzygnięcia kwestii ekonomiczno-społecznych, które decydują o jej treści i kierunkach. Polityka podatkowa to ogół decyzji państwa w zakresie opodatkowania obywateli i przedsiębiorstw. 
Polityka podatkowa stanowi część polityki budżetowej oraz jest integralną częścią polityki fiskalnej.

## Funkcje polityki podatkowej
- fiskalna – zapewnienie budżetowi dochodów na utrzymanie państwa i realizację zadań;
- regulacyjna (alokacyjna) – kształtowanie wielkości dochodu i majątku będących w dyspozycji podatników, redystrybucja dochodu i majątku narodowego między podatnikami;
- stymulacyjna – wywieranie na podatnikach określonych reakcji w celu pobudzenia bądź wyhamowania wzrostu gospodarczego;
- informacyjna – zapewnienie informacji na temat bieżącego przebiegu procesów gospodarczych, podziału i wymiany.

## Cele polityki podatkowej
- fiskalny – dostarczenie dochodów podatkowych przy jak najniższych kosztach poboru oraz nie wywoływaniu ujemnych skutków ubocznych,
- gospodarcze – zapewnienie jak najlepszego rozwoju gospodarczego przy zachowaniu określonych wpływów podatkowych do budżetu państwa,
- społeczne – zapewnienie społeczeństwu odpowiednich warunków bytowych przy zachowaniu określonych wpływów podatkowych do budżetu państwa.

## Rodzaje prowadzenia polityki podatkowej
- Polityka pasywna – polityka opierająca się na automatycznych stabilizatorach koniunktury i rynkowych mechanizmach dostosowywania cen i dochodów do zmiany sytuacji gospodarczej. Ten typ polityki podatkowej nie wymaga od rządzących podejmowania bezpośrednich działań interwencyjnych.
- Polityka aktywna – polityka fiskalna opierająca się na podejmowaniu przez rządzących odpowiednich działań interwencyjnych, których celem jest bieżące oddziaływanie na łączny popyt w gospodarce.

## Przejrzysta polityka podatkowa
Od przejrzystej polityki podatkowej wymaga się spełnienia następujących warunków:
- określenia celów polityki podatkowej;
- stosowania możliwie precyzyjnie zdefiniowanych narzędzi, które będą spełniać stawiane przed nimi cele;
- wszelkie obowiązki podatkowe powinny posiadać jasno określoną podstawę prawną;
- prawo podatkowe powinno być jednoznaczne oraz czytelne;
- informacja na temat prowadzonej polityki powinna być rzetelna i ogólnie dostępna;
- sposób prowadzonej polityki powinien być jawny oraz prezentować spójną strategię krótko czy średniookresową – ewentualne zmiany powinny podlegać uzasadnieniom i być ogłaszane publicznie z odpowiednim wyprzedzeniem czasowym;
- wiarygodność prowadzonej polityki będzie podnosić stabilność stosowanych rozwiązań.